# 蘇臥農
蘇臥農（1901年—1975年），原名蘇文，中國廣東廣州市花地人 ，是中國水墨畫嶺南畫派著名的花鳥畫家，及卓有成就的重要成員之一。

## 生平
蘇臥農出生於廣州花地馥林園當地一戶花農世家。自幼喜爱習字繪畫，少年时在帮其父種植花果之余，开始以画相为生。1926年以優異成績考入佛山市立美術專科學校，學習國畫。當時，由嶺南畫派創始人高劍父擔任該校校長，親自對學生進行授課指導，這是蘇臥農隨高劍父正規學習繪畫的開始階段。
蘇臥農十分仰慕高劍父高超的畫藝，畢業後曾十多次登門拜師均遭到拒绝但不氣餒，最終 高劍父 被蘇臥農感動，收為入室弟子。1928年，被招入春睡學院進一步學習。1929年，蘇臥農的作品《游魚》、《紅豆白鴿》获得比利時万国博覽會金奖。1932年，在高劍父的幫助下，留學日本 ，在東京日本美術學校研究部跟隨川崎小虎學習。1933年，蘇臥農以作品《荒煙蔓草》、《睡蓮游魚圖》、《秋艷》、《孤夢》等，和方人定、黎雄才等參加了東京舉辦的「中華旅日作家十人畫展」，引起日本社會各界人士的好評。1934年，作品《游魚》再次在德國普魯士美術院和日內瓦瑞京大廈展出，深受歡迎。著名國畫家劉海粟稱讚之餘， 並將此畫作編入《中國現代名畫集》。1935年6月，畢業回國。同年9月，與方人定、楊蔭芳、黃浪萍參加由春睡畫院舉辦的四人畫展，在廣州引起轟動。1937年7月，抗日戰爭爆發，蘇臥農走上街頭，創作宣傳畫， 號召抗日。1938年，廣州淪陷，蘇臥農先後失去妻子和三個兒女，逃難到越南，後又流亡到澳門、香港。他的畫作《孤鴟啼暮圖》借林中孤鴟啼暮，宣洩了畫家面對國破家亡，顛沛流離，淒苦憤世的情懷。1945年抗日勝利，返回家鄉花地。1947年，在廣州美術專科學校國畫系任教，並任主任一職。他創作的《環宇和平圖》，於1953年入選第一屆全國美展。 1955年，作品《椰苗益鳥》入選第二屆全國美展。1956年8月，受聘於廣東省廣州市人民委員會，擔任廣州市文史研究館館員。
1963年後，蘇臥農淡泊處世，潛心繪畫。晚年致力於精心培養兒子蘇百鈞和蘇百揆。父子三人因在花鳥畫上的建樹，被譽稱為現代廣東畫壇上的「蘇門三傑」。後於1975年，病逝於花地，享年75歲。

## 畫風
蘇臥農的花鳥畫，在沒骨花鳥的技法上發揚光大，注重用墨和運筆的力度， 畫風蒼勁渾厚又不失秀麗清雅。他畫的花鳥以寫生、半工意居多，樸實自然，生動活潑，富有情趣和生命力。

## 代表作
- 《游魚》
- 《紅豆白鴿》
- 《薄冰》
- 《環宇和平圖》
- 《椰苗益鳥》

## 著作
- 《蘇臥農畫集》（高劍父題簽)
- 《畫室隨悟錄》
- 《書道》
- 《改字說》